# Tage wie dieser …
Tage wie dieser … (Originaltitel: One Fine Day) ist eine romantische Komödie aus dem Jahr 1996 von Michael Hoffman. Die Hauptrollen spielten Michelle Pfeiffer und George Clooney.

## Handlung
Den Vorabend eines Schulausflugs ihres Sohnes Sammy mit einem Schiff der Circle Line verbringt die New Yorker Architektin Melanie Parker in Manhattan mit Vorbereitungen für den nächsten Tag. Am Morgen dieses Tages wird der auch in Manhattan lebende Journalist Jack Taylor von seiner Ex-Ehefrau, die überraschend geheiratet hat und umgehend ihre Flitterwochen antreten will, aufgefordert, für eine Woche die Obhut über die gemeinsame Tochter Maggie zu übernehmen. In der Hektik vergisst er, wie von seiner Ex-Frau gewünscht, der ihm noch unbekannten Melanie Parker Bescheid zu geben, dass er Tochter Maggie zur Schule bringt und sie diese deshalb nicht abholen muss. Melanie Parker wartet vergeblich vor Jacks Tür und bringt deswegen auch ihren Sohn Sammy erst verspätet zur Westside Montessori School. Die Schule ist bereits geschlossen, alle Schüler schon auf dem Weg. Kurz nach ihr kommt Jack Taylor mit Tochter Maggie an. Die Kinder der beiden mögen einander nicht besonders, und da Melanie nun Jack vorwirft, dass er für ihre Verspätung verantwortlich ist, kommt es auch zwischen den Erwachsenen zu Spannungen. Melanie hält Jack für einen leichtsinnigen Schürzenjäger, Jack sie für eine verkniffene Karrierefrau.
Der Versuch, die Ausflugsgruppe mit einem Taxi noch zu erreichen, scheitert, da sie durch Jacks Entscheidung auch noch auf dem falschen Schiff landen. So entscheidet Melanie – gegen Jacks Vorschlag – zunächst, dass beide in der Begleitung ihrer Kinder der Arbeit nachgehen, was sich als problematisch erweist. Architektin Melanie soll neuen Kunden ein Projekt vorstellen. Der stadtbekannte Journalist Jack Taylor hat eine Korruptionsgeschichte in der New Yorker Stadtverwaltung aufgedeckt und einen Artikel darüber veröffentlicht, weshalb seine Zeitung jetzt verklagt werden soll. Sie entschließen sich getrennt voneinander, ihre Kinder in einem Kinderhort abzugeben, wo sie sich erneut treffen. Als Melanie davon hört, dass in der Einrichtung angeblich Drogen kursieren, bittet sie Jack darum, beide Kinder abzuholen und abwechselnd mit ihr auf diese aufzupassen. Zusätzliche Verwirrung entsteht dadurch, dass Jack und Melanie versehentlich ihre gleichaussehenden Handys vertauscht haben. 
Während Jack auf die Kinder aufpasst, steckt sich Melanies Sohn Sammy eine Murmel in ein Nasenloch, weshalb er mit ihm zum Kinderarzt gehen muss. Da er nicht als verantwortungslos gelten will, sollen die Kinder Melanie davon nichts verraten. Während allerdings Melanie, die gerne perfekt sein möchte, auf die Kinder aufpasst, geht ihr Jacks Tochter Maggie verloren, zum Glück wird diese jedoch wenig später wiedergefunden. 
Jack kann weitere Beweise für die Korruptionsaffäre auftreiben und diese auf einer Pressekonferenz präsentieren. Melanie unterstützt ihn dabei spontan. Melanie wiederum hat eine Besprechung mit Kunden gerade in der Zeit, für die sie Sammy ihre Anwesenheit bei einem Fußballspiel zugesagt hatte. Sie stellt den Kunden das Projekt vor, die davon sehr angetan sind, verabschiedet sich dann aber, weil sie ihres Sohnes wegen gehen müsse. Die Kunden zeigen dafür Verständnis und sagen ihrem Chef, dass sie seine Mitarbeiterin mögen.
Am Ende dieses anstrengenden Tages besucht Jack Melanie noch einmal unangekündigt in ihrer Wohnung. Sie bittet ihn auf einen Kaffee herein, und später kommt es zu einem vorsichtigen Kuss. Melanie will sich aber erst noch etwas hübsch machen und bittet Jack, solange im Wohnzimmer auf sie zu warten. Als Melanie wieder aus dem Bad kommt, ist Jack allerdings eingeschlafen. Sie legt sich zu ihm, und beide schlafen gemeinsam auf dem Sofa ein.

## Kritiken
Die Darstellungen von Michelle Pfeiffer und George Clooney wurden als überzeugend bezeichnet, der Film als temporeich gelobt. TV Spielfilm 09/1997 beschrieb den Film als „äußerst charmante, altmodische Liebeskomödie im modernen Gewand“.

## Auszeichnungen
- Jud Friedman, James Newton Howard und Allan Dennis Rich wurden für den Song "For The First Time" 1997 für einen Oscar und einen Golden Globe Award sowie 1998 für den Grammy Award nominiert.
- Michelle Pfeiffer gewann den Blockbuster Entertainment Award und wurde für den Kids' Choice Award nominiert.
- Mae Whitman und der Film gewannen den Young Artist Award
- Alex D. Linz wurde für den Young Artist Award nominiert und gewann außerdem den YoungStar Award, für den auch Mae Whitman nominiert wurde.